# 還我本色
《還我本色》（英語：War of the Dragon）是香港電視廣播有限公司拍攝製作的時裝劇集，全劇共20集，由韋家輝擔任監製。此劇是任達華告別TVB的電視劇作品（1996年時隔7年後短暫回到TVB演出《廉政行動1996》的單元五《網中鷹》），也是韋家輝及司徒錦源於1990至1991年短暫效力亞視前，最後一次製作的無綫劇集（韋家輝時隔三年後回巢TVB製作《大時代》，司徒錦源則偕同鄧特希製作《壹號皇庭》）。

## 故事大綱
人在江湖、重情義；江湖爭鬥、誰無情！ 高家寶（任達華飾 ）年少無知，跟隨黑道老大李坤（ 梁家仁飾 ）四出生事，但因一次意外誤殺警員，在監獄內渡過人生的黃金時間。出獄後，家寶感前路茫茫，而前女友王佩佩（ 龔慈恩飾 ）已與坤結成夫婦，幸得其兄高家傑（張翼飾 ）打本給他經營唱片店，因此常遭兄嫂方綺媚（劉雅麗飾 ）白眼。家寶本想重新做人，卻因營救黑道舊友王世亮（劉錫明飾 ）後無奈地再次踏足江湖。警方臥底江明（溫兆倫飾 ）及張景圖（ 黄秋生飾 ），為監視黑社會活動成為家寶的手下，明與家寶卻同時愛上了姚淑貞（ 藍潔瑛飾 ），坤亦趁機陷害，令家寶再度入獄。出獄後，家寶能否重歸正途？與淑貞再續情緣呢？

## 演員表

### 高家
| 演員   | 角色   | 關係/暱稱                                                                       |
| 羅 蘭  | 李 娇  | 高家傑、高家寶之母                                                              |
| 張 翼  | 高家傑 | 警員 高家寶之兄 方綺媚之夫                                                      |
| 劉雅麗 | 方綺媚 | 高家傑之妻                                                                      |
| 任達華 | 高家寶 | 姚淑貞之夫，後離婚，最後複婚 王佩佩之前男友 江明、王世亮、林聰之好友 高子健之父 |
| 藍潔瑛 | 姚淑貞 | 高家寶之妻，後離婚，最後複婚 高子健之母 参见姚家                                |
| 李泳漢 | 高子健 | 高家寶及姚淑貞之子 洋名Wilson 於14集因發燒延遲醫治導致殘缺                      |

### 姚家
| 演員   | 角色   | 關係/暱稱 |
| 江 寧  | 姚永康 | 程美珍之夫 姚淑貞、姚國雄之父 |
| 梁 珊  | 程美珍 | 姚永康之妻 姚淑貞、姚國雄之母 士多老闆娘 為人勢利，節骨眼 誤以為高家杰偷走鑰匙扣，而告上法庭導致被撤職 因高家寶多次派人搗亂店鋪而求助唐彬，後不斷被唐彬壓榨及垂涎淑貞而導致唐彬被國雄潑熱油 間接導致國雄身亡，導致精神錯亂 |
| 藍潔瑛 | 姚淑貞 | 洋名Vivian 大學生 喜歡高家寶，後懷孕並于第12集結婚，不滿寶只顧著黑幫生意而冷落两母子而於第14集離婚收场，後復合 為江明、阿亮等人暗戀 阿偉追求對象，後不滿其與寶結為夫婦而故意中傷貞                                         |
| 馮誌豐 | 姚國雄 | 因李坤出賣其行蹤而被唐彬手下斬殺，於第9集身亡 |

### 王家/李家
| 演員   | 角色   | 關係/暱稱\| |
| 梁家仁 | 李 坤  | 王佩佩之夫 高家寶好友，於多年前一同尋仇時將其推倒而被逮捕，後假意和好並暗中出賣寶及亮等人 第15集得知江明卧底身份并挑拨离间 |
| 龔慈恩 | 王佩佩 | 李坤之妻 高家寶前女友 被李坤殺害身亡                                                                                       |
| 劉錫明 | 王世亮 | 王佩佩之弟 李坤之舅子，但因其多年前出賣高家寶及搶走親姐兼寶女友而不和 高家寶、林聰之好友 於第20集被李坤槍殺身亡            |

### 江家
| 演員   | 角色  | 關係/暱稱 |
| 馮瑞珍 | 明母  | 江明之母親 黃家下人，後移民 于第15集因心脏病发去世                                                                                       |
| 溫兆倫 | 江 明 | 警方臥底，後復職 高家寶之好友兼情敵 暗戀姚淑貞 張景圖的下屬及好友，在其死後打算放棄做臥底 第15集被李坤从其母好友互相谈话中得知其卧底身份 |

### 黑幫
| 演員   | 角色   | 關係/暱稱       |
| 關朝聰 | 林聰   | 鬼仔聰          |
| 駱應鈞 | 唐彬   | 沙魚彬 姚家表親 |
| 陳有后 | 鄧天順 | 天爺 黑邦龍頭   |

### 警方
| 演員   | 角色   | 關係/暱稱                                                                                                  |
| 黃秋生 | 張景圖 | 警方臥底 生于:1949年3月28日 江明上司及好友 终于:1982年9月20日 (生卒日期按本剧第15集其墓碑所写)仅客串2至4集 |
| 蔡雲   | 葉Sir  | 張景圖及江明之上司                                                                                         |
| 焦雄   |        | 與張景圖不和                                                                                               |
| 承恩   |        | 高家傑同事兼好友                                                                                           |

### 其他演員
| 演員   | 角色  | 關係/暱稱             |
| 林韋辰 | Jack  | 大學助教              |
| 陳家碧 | Julie | 夜總會歌手            |
| 黃成想 |       | 囚犯                  |
| 俞明   |       | 囚犯                  |
| 田青   | 唐    | 姚淑貞老闆 高子健契爺 |
| 孫季卿 |       | 花農                  |
| 凌禮文 | 忠    | 鄧天順司機            |

## 軼事
至今為止，本劇為監製韋家輝所監製的電視劇唯一一部大團圓結局及非開放式結局。